# Baptiste Schmisser
Baptiste Schmisser (Metz, 26 februari 1986) is een Franse voetballer. Hij wordt uitgespeeld als verdediger.

## Carrière
Baptiste Schmisser doorliep de jeugdreeksen van FC Metz, waar hij samenwerkte met trainer Albert Cartier en o.m. streekgenoot Julien Gorius leerde kennen. In 2006/07 werd hij opgenomen in de A-kern van de Franse tweedeklasser, die dat jaar  kampioen werd. Daarna leende de club hem voor één seizoen uit aan het bescheiden Pau FC. Nadien keerde de boomlange verdediger terug naar Metz. 
In 2009 verhuisde hij naar België. Bij derdeklasser RE Virton, waar hij een ploegmaat werd van o.m. Thomas Meunier, werd hij meteen een vaste waarde. Virton sloot het seizoen af op de dertiende plaats en zag hoe kampioen CS Visé de Fransman in de zomer van 2010 naar de Tweede Klasse haalde. 
Ook bij de club uit Wezet werd Schmisser een belangrijke pion. De kopbalsterke Fransman verdedigde twee seizoenen de kleuren van Visé. Hoewel er in 2012 ook aanbiedingen waren van enkele Franse clubs, besloot Schmisser in België te blijven. Eind juni 2012 tekende hij een contract voor één seizoen met optie op een extra jaar bij KV Oostende. 
In zijn eerste seizoen voor de West-Vlamingen behaalde de club meteen de kwartfinale van de Beker van België. In april 2013 veroverde Oostende zelfs de titel in de Tweede Klasse. In de beslissende wedstrijd tegen AS Eupen scoorde Schmisser toen het enige en winnende doelpunt. Ook in de Jupiler Pro League is hij een vaste waarde in het elftal van trainer Vanderbiest.
In februari 2014 verlengde Schmisser zijn contract bij de kustploeg tot medio 2017, met een optie op een extra jaar.
Schmisser liep een ernstige blessure op in het voorjaar van 2023, waardoor hij niet meer aan spelen kwam.
In mei 2024 liet hij weten dat de zin voor voetbal nog te groot was en hij zich volgend seizoen aansluit bij K. Excelsior Zedelgem in Eerste Provinciale.